# محمد ستاري
محمد ستاري (بالفارسية: محمد ستاری)؛ (من مواليد 1993) هو لاعب كرة قدم إيراني يلعب ظهير أيسر لنادي هافادار في دوري المحترفين الإيراني.

## روابط خارجية
محمد ستاري على موقع Soccerway.com (الإنجليزية)